# Paukschule
Eine Paukschule ist eine spezielle Schule, die Schüler oder Studenten auf besondere Prüfungen vorbereitet. Paukschulen werden meistens privat betrieben und verlangen oft hohe Gebühren. 

## Ostasien
Paukschulen gibt es vor allem in Ostasien, wo sie de facto zu einem parallelen Unterrichtssystem neben den staatlichen Schulen und Hochschulen geworden sind. Sie sind dort unter den folgenden Bezeichnungen bekannt:
- Juku (jap. 塾; Japan)
- Hagwon (Hangeul: 학원, Hanja: 學院; Korea)
- Buxiban (chinesisch 補習班 / 补习班; Volksrepublik China, Taiwan)
- Dershane (Türkei)